# Джо Лабади
Чарлз Джоузеф „Жо“ Антоан Лабади (на английски: Charles Joseph Antoine Labadie) (18 април 1850 г. – 7 октомври 1933 г.) е американски работнически организатор, анархист, зелен, и социален активист, печатар, издател, есеист и поет.

## Биография

### Ранни години
Джо Лабади е роден на 18 април 1850 г. в Пау Пау, Мичиган, в семейството на Антъни и Ефросин Лабади, и двамата потомци на френски имигранти от седемнадесети век от семейство Лабади, заселили се от двете страни на река Детройт . Неговото детство е гранично съществуване сред племената Потаватоми в Южен Мичиган, където баща му служи като преводач между йезуитските мисионери и индианците. Единственото му официално образование е няколко месеца в енорийско училище.
Labadie започва пет години „скитнически“ печат и след това се установява в Детройт като печатар за Детройт поуст и Трибюн . Той се жени за първата си братовчедка, Софи Елизабет Аршамбо, през 1877 г., въпреки че той е агностик, а тя е католичка. Техните деца са Лора, Шарлот и Лоранс, също виден анархист, есеист. Семейството също участва във филмовата и развлекателната индустрия в района на Детройт. [3]

### Политически живот
Лабади се присъединява към новосформираната Социалистическа работническа партия в Детройт на 27-годишна възраст и скоро започва да разпространява социалистически брошури по уличните ъгли. Като печатар той също е член на Детройтския типографски съюз 18 и е един от двамата му делегати на конвенцията на Международния типографски съюз в Детройт през 1878 г.
През 1878 г. Лабади организира първото събрание на Рицарите на труда в Детройт и се кандидатира неуспешно за кмет на партията Greenback-Labour. През 1880 г. той служи като първи президент на Detroit Trades Council и продължава да издава поредица от трудови вестници и колони за националната трудова преса, включително Детройт таймс , Advance и Labor Leaf , Labor Review , The Socialist и Lansing Sentinel , които са възхитени заради техния откровен стил. Неговата колона „Cranky Notions“ е широко публикувана.
През 1883 г. Лабади прегръща индивидуалистичния анархизъм, ненасилствена доктрина. Той става близък съюзник с Бенджамин Тъкър, най-големият изразител на тази доктрина в страната, и често пише за изданието на последния, Liberty . Без потисничеството на държавата, вярва Лабади, хората биха избрали да се придържат към „великите природни закони... без да ограбват (своите) събратя чрез лихви, печалби, наеми и данъци“. Labadie подкрепя локализираното обществено сътрудничество и е защитник на обществения контрол върху водоснабдяването, улиците и железопътните линии. Той също така критикува капитализма и казва, че той „е имал своя ден“ и че „трябва да си отиде“., той се бори за помилването на обвиняемите, защото не смята, че те са единствените извършители на насилие. Той скъсва с Рицарите на труда, когато техният национален лидер, Терънс V. Паудърли, отхвърля напълно подсъдимите.
През 1888 г. Лабади организира Мичиганската федерация на труда, ставайки неин първи президент и сключва крехък съюз със Самюел Гомперс . На петдесет години той започва да пише стихове и да издава художествени ръчно изработени брошури. През 1908 г. градският пощенски инспектор отказал да обработи пощата му, защото имала стикери с анархистични цитати. Месец по-късно Водният съвет на Детройт, където Лабади работи като чиновник, го уволнява от поста му за изразяване на анархистки настроения. И в двата случая държавни служители са принудени да отстъпят пред лицето на масови обществени протести в подкрепа на Лабади, добре познат на гражданите на Детройт като техния „нежен анархист“.

## Колекционер наефемери
През около 1910 г., когато е на 60 години, Лабади започва да се подготвя за запазването на огромната колекция от брошури, вестници и кореспонденция, която е натрупал на тавана на дома си. Колекцията е нетърпеливо търсена от Университета на Уисконсин, едно от най-важните хранилища на материали, свързани с трудовата и социалистическата история в Съединените щати, но Лабади отхвърля предложението им от $500 за колекцията. Библиотеките на университета Джон Хопкинс в Балтимор, Мериленд и Мичиганския държавен университет също правят опити да придобият колекцията.
Вместо това Лабади се опитва да запази материала възможно най-близо до родния си град Детройт и се свързва с Мичиганския университет в Ан Арбър относно потенциалното им придобиване на материала. Докато Мичиганският университет бавно проявява интерес към колекцията, в крайна сметка е изпратен следовател. Върнатият доклад за колекцията на Лабади е отрицателен, отхвърлен като голяма маса от „неща“. Лабади обаче остава упорит и в крайна сметка убеждава девет жители на Детройт, включително няколко бизнесмени, да дарят по 100 долара за закупуването на колекцията, която след това е дарена на университета с необходимата пищност.
През 1912 г. двадесет сандъка с материали са преместени от тавана на Лабади в Ан Арбър, оформяйки основата на прочутата колекция от радикална литература на Лабади. Той прекарва по-късните си години в събиране на дарения за колекцията от приятели и познати, дарявайки още стотици предмети на библиотеката през 1926 г. Агнес Инглис каталогизира и организира колекцията. Колекцията, запазена по този начин, днес се счита за сред най-добрите натрупвания на радикални ефимери от 19-ти век в Съединените щати.

## Смърт и наследство
Джоузеф Лабади умира на 7 октомври 1933 г. в Детройт, Мичиган, на 83-годишна възраст. Той дарява огромното мнозинство от ръкописи и ефемери, придобити през живота си, на колекцията в библиотеката на Мичиганския университет, дело, което той смята за свое основно наследство.